# Coupe Grey
Pour les articles homonymes, voir Grey.
La coupe Grey est à la fois le nom du championnat de la Ligue canadienne de football (LCF) et le trophée remis à l'équipe gagnante.
Au Canada, la LCF est la propriété télévisuelle estivale la plus regardée et, sur une base annuelle, la deuxième propriété télévisuelle la plus regardée après le hockey.
En 2009, la 97e coupe Grey opposant les Roughriders de la Saskatchewan aux Alouettes de Montréal attire le plus grand auditoire télévisuel de l'histoire de la coupe Grey avec 6,1 millions de téléspectateurs. La 98e coupe Grey, disputée le 29 novembre 2010 entre ces deux équipes, se hisse au deuxième rang avec un auditoire de 6,04 millions de téléspectateurs.
Le trophée a été instauré par le neuvième gouverneur général du Canada Earl Grey en 1909. Comme la coupe Stanley, trophée du championnat de la Ligue nationale de hockey, la coupe Grey est réutilisée chaque année. Le nom des joueurs, des entraineurs, du directeur général et du président de l'équipe gagnante sont gravés sur la base du trophée chaque saison.

## Histoire
Le trophée est remis pour la première fois en 1909 par Earl Grey, gouverneur général du Canada du moment. Il est décerné à l'équipe amateur ayant remporté le championnat de football canadien. Plus tard, la coupe Grey devient la propriété de la Ligue canadienne de football. Depuis 1954, les équipes amateurs ne peuvent plus participer à la coupe Grey. Ce trophée est remplacé dès 1965 par la coupe Vanier récompensant la meilleure équipe amateur du pays évoluant en sport interuniversitaire canadien.
Les festivités précédant la présentation de la coupe Grey génèrent une grande quantité de couvertures médiatiques nationales. De nombreux partisans voyagent à travers le pays pour prendre part à la semaine de festivités précédant le match. Ces festivités sont apparues en 1948, lorsque les partisans des champions de l'Ouest, les Stampeders de Calgary, débarquent à Toronto pour  y créer une atmosphère de fête. Ils retournent des crêpes sur les marches de l'Hôtel de Ville et se baladent à cheval à travers le prestigieux hôtel Royal York. Des défilés et des danses impromptues ont aussi lieu. Il n'y a pas eu un pub du centre-ville de Toronto non visité par des gens de l'Ouest.
En 1993, la ligue canadienne de football entreprend une expansion vers les États-Unis. La possibilité qu'une équipe au sud du 49e parallèle puisse remporter la coupe Grey devient réelle. La coupe Grey est remportée une seule fois par une équipe non canadienne, soit les Stallions de Baltimore en 1995. Après la saison de 1995, les équipes basées aux États-Unis font face à des problèmes financiers et disparaissent. La fin de l'expansion se termine avec le déménagement des Stallions de Baltimore à Montréal.
La coupe Grey a été cassée à plusieurs reprises au cours des années. En 1978, Tom Wilkinson et Danny Kepley la brisent en la laissant tomber par inadvertance. Il en est de même en 1987 lors de la célébration de la victoire par les Eskimos d'Edmonton. Elle est de nouveau brisée en 1994 par un coup de tête de Blake Dermott d'Edmonton. Pendant la célébration de la victoire, immédiatement après la 94e édition en 2006, les Lions de la Colombie-Britannique brisent accidentellement la base de la coupe sur laquelle on grave  chaque année le nom des joueurs de l'équipe gagnante. Elle est réparée le lundi suivant. En 1947, la coupe est pratiquement détruite dans un incendie et en 1969 elle est volée contre rançon.
L'historique match de la 100e coupe Grey est disputé le 25 novembre 2012 au Centre Rogers de Toronto. Il a opposé les Stampeders de Calgary aux Argonauts de Toronto. Calgary est battu 22 à 35 devant 53 208 spectateurs.
En 2020, en raison de la pandémie de Covid-19, la Ligue canadienne de football annule la saison. C'est la première fois depuis 1919 que la Coupe Grey n'est pas décernée.

## Inscriptions sur la coupe Grey
De 1909 à 1916, et à partir de 1920 jusqu'en 1987, seuls le nom de l'équipe gagnante et l'année sont gravés sur la coupe Grey. On inscrit le nom de l'équipe championne de 1908 de Canadian Rugby Football, les Tigers de Hamilton, mais la coupe est décernée pour la première fois en 1909. La référence aux Tigers de 1908 est ultérieurement enlevée. Après la saison de 1987, la coupe Grey est refaçonnée. Le nom des joueurs de chaque équipe gagnante depuis 1909 y est gravé, et on y prévoit de l'espace supplémentaire pour 20 autres équipes gagnantes. Ce dernier espace est utilisé en 2007 par l'ajout au palmarès des Roughriders de la Saskatchewan. Depuis 2008, de nouvelles plaques ont été ajoutées à la base de la coupe et le seront jusqu’en 2012, soit l’année de la 100e coupe Grey. Aucune décision n'a été prise quant à l'allure qu'aura la coupe après 2013.
Le nom de l'équipe gagnante et l'année sont gravés en premier, suivi ensuite par le nom du président, du directeur général et de l'entraîneur principal. Finalement, les noms des joueurs de l'équipe gagnante alignés lors de la finale de la coupe Grey, sont inscrits par ordre alphabétique. Le nom des joueurs qui n'étaient pas en uniforme lors du match n'y sont pas gravés. Ceci inclut les joueurs ayant manqué la finale pour cause de blessure, qu'ils soient joueur étoile ou récipiendaire d'une distinction individuelle.
Le nom de tout autre membre de l'organisation gagnante ne sera pas gravé sur la coupe. En 2006, les Argonauts de Toronto demandent que les noms des anciens copropriétaires de leur organisation, l'acteur John Candy et le joueur de hockey Wayne Gretzky, soient ajoutés sur la coupe Grey de l'équipe championne 1991. La LCF accepte, mais cette pratique d'ajouter des noms manquants sur la coupe n'est pas courante.

## Télédiffusion
La première télédiffusion d'un match de coupe Grey a lieu en 1952 sur la CBC. Pendant de nombreuses années, la coupe Grey est le plus grand événement de télévision au Canada, attirant régulièrement un auditoire combiné de plus de 4 millions de téléspectateurs à la CBC (anglais) et à RDS (français). À partir de 2008, le réseau TSN est le diffuseur exclusif de la coupe Grey pour les téléspectateurs anglais, tandis que RDS reste le diffuseur pour la présentation en français.
Aux États-Unis, les finales de 1992 et 1993 sont diffusées sur SportsChannel America. ESPN2 télédiffuse la finale de 1994 à 1997. Le réseau NBC Sports Network a diffusé le match de la 100e coupe Grey aux États-Unis.

## Festivités
La finale de la coupe Grey est le point culminant d’une semaine de festivités dans la ville hôte, incluant entre autres des concerts, des galas et des sessions d’autographe. Un autre aspect important de l’événement est le spectacle de la mi-temps, qui, au cours des dernières années, a mis en avant d’importants artistes canadiens et internationaux.
| Coupe Grey      | Artistes                                                             |
| --------------- | -------------------------------------------------------------------- |
| 79e coupe Grey  | Luba (en)                                                            |
| 80e coupe Grey  | Céline Dion                                                          |
| 81e coupe Grey  | Miss Molly                                                           |
| 82e coupe Grey  | Tom Cochrane                                                         |
| 83e coupe Grey  | Jack Semple (en)                                                     |
| 84e coupe Grey  | The Nylons (en)                                                      |
| 85e coupe Grey  | Trooper                                                              |
| 86e coupe Grey  | Love Inc. (en)                                                       |
| 87e coupe Grey  | Parablegics                                                          |
| 88e coupe Grey  | The Guess Who                                                        |
| 89e coupe Grey  | Sass Jordan et Michel Pagliaro                                       |
| 90e coupe Grey  | Shania Twain                                                         |
| 91e coupe Grey  | Bryan Adams et Sam Roberts                                           |
| 92e coupe Grey  | The Tragically Hip                                                   |
| 93e coupe Grey  | Black Eyed Peas                                                      |
| 94e coupe Grey  | Nelly Furtado et Saukrates (en)                                      |
| 95e coupe Grey  | Lenny Kravitz                                                        |
| 96e coupe Grey  | Theory of a Deadman, Suzie McNeil (en), et Andrée Watters            |
| 97e coupe Grey  | Blue Rodeo                                                           |
| 98e coupe Grey  | Bachman–Turner Overdrive                                             |
| 99e coupe Grey  | Nickelback                                                           |
| 100e coupe Grey | Gordon Lightfoot, Marianas Trench, Carly Rae Jepsen et Justin Bieber |
| 101e coupe Grey | The Sheepdogs (en) et Hedley                                         |
| 102e coupe Grey | Imagine Dragons                                                      |
| 103e coupe Grey | Fall Out Boy                                                         |
| 104e coupe Grey | OneRepublic                                                          |
| 105e coupe Grey | Shania Twain                                                         |
| 106e coupe Grey | Alessia Cara                                                         |
| 107e coupe Grey | Keith Urban                                                          |
| 108e coupe Grey | Arkells avec The Lumineers et K.Flay                                 |
| 109e coupe Grey | Florida Georgia Line et Josh Ross                                    |
| 110e coupe Grey | Green Day                                                            |
| 111e coupe Grey | Jonas Brothers                                                       |

## Villes hôtes et stades
Le Stade olympique de Montréal détient le record des quatre plus importantes assistances à la coupe Grey, la plus importante ayant regroupé 68 318 spectateurs en 1977.
La ville de Toronto est la ville qui a accueilli le plus souvent le match de la coupe Grey (48), la dernière fois en 2016 au BMO Field. La ville de Regina est la ville qui en a accueilli le moins (3 en 1995, 2003 et 2013). Aucune équipe n'a remporté la coupe Grey dans chacune des neuf villes originales de la LCF, et aucune équipe n’a même pris part à la coupe Grey dans chacune des neuf villes originales de la LCF. Des neuf équipes originales, chacune a remporté au moins une coupe Grey à Toronto et à Vancouver. La seule équipe à n'avoir jamais joué au stade Varsity sont les Lions de la Colombie-Britannique. Le stade de l'Exposition nationale est le seul stade à avoir accueilli chacune des neuf équipes originales de la LCF. Les Argonauts de Toronto ont remporté la coupe Grey dans six des villes originales. Les Eskimos d'Edmonton ont disputé au moins une finale de la coupe Grey dans toutes les villes. Calgary et Winnipeg ont chacune joué une finale de la coupe Grey dans sept villes différentes et sont les seules équipes à n'avoir jamais disputé une finale tenue dans leur propre ville. En 2017, la ville d'Ottawa a accueilli le match dans le cadre des célébrations qui marquant le 150e anniversaire de la confédération du Canada, tout comme elle avait accueilli la rencontre de 1967, année du centenaire du pays.
| Nombre de finales | Ville     | Stades |
| ----------------- | --------- | --- |
| 48                | Toronto   | Stade Varsity (29) Stade de l'Exposition nationale (12) Centre Rogers (4) BMO Field (1) Rosedale Field (1) |
| 17                | Vancouver | BC Place (10) Empire Field (7)                                                                             |
| 11                | Hamilton  | Hamilton AAA Grounds (5) Stade Ivor-Wynne (5) Tim Hortons Field (1)                                        |
| 8                 | Montréal  | Stade olympique (6) Autostade (1) Stade Percival-Molson (1)                                                |
| 7                 | Ottawa    | Stade Place TD (7)                                                                                         |
| 5                 | Edmonton  | Stade du Commonwealth (5)                                                                                  |
| 5                 | Calgary   | Stade McMahon (5)                                                                                          |
| 4                 | Winnipeg  | Stade Canad Inns (3) IG Field (1)                                                                          |
| 3                 | Regina    | Taylor Field / Stade Mosaic (3)                                                                            |
| 1                 | Kingston  | Stade Richardson                                                                                           |
| 1                 | Sarnia    | Athletic Park                                                                                              |

En italique: match à venir

## Résultats et champions

### 1977-2024
| Finale      | Date             | Champions                        | Pointage     | Finalistes                       | Stade                                               | Assistance |
| ----------- | ---------------- | -------------------------------- | ------------ | -------------------------------- | --------------------------------------------------- | ---------- |
| 112e finale | 16 novembre 2025 |                                  |              |                                  | Princess Auto Stadium de Winnipeg, Manitoba         |            |
| 111e finale | 17 novembre 2024 | Argonauts de Toronto             | 41-24        | Blue Bombers de Winnipeg         | BC Place de Vancouver, Colombie-Britannique         | 52 349     |
| 110e finale | 19 novembre 2023 | Alouettes de Montréal            | 28-24        | Blue Bombers de Winnipeg         | Stade Tim Hortons de Hamilton, Ontario              | 28 808     |
| 109e finale | 20 novembre 2022 | Argonauts de Toronto             | 24-23        | Blue Bombers de Winnipeg         | Stade Mosaic de Regina, Saskatchewan                | 33 356     |
| 108e finale | 12 décembre 2021 | Blue Bombers de Winnipeg         | 33-25 (prol) | Tiger-Cats de Hamilton           | Stade Tim Hortons de Hamilton, Ontario              | 26 324     |
| 107e finale | 24 novembre 2019 | Blue Bombers de Winnipeg         | 33-12        | Tiger-Cats de Hamilton           | Stade McMahon de Calgary, Alberta                   | 35 439     |
| 106e finale | 25 novembre 2018 | Stampeders de Calgary            | 27-16        | Rouge et Noir d'Ottawa           | Stade du Commonwealth d'Edmonton, Alberta           | 55 819     |
| 105e finale | 26 novembre 2017 | Argonauts de Toronto             | 27-24        | Stampeders de Calgary            | Stade Place TD d'Ottawa, Ontario                    | 36 154     |
| 104e finale | 27 novembre 2016 | Rouge et Noir d'Ottawa           | 39-33 (prol) | Stampeders de Calgary            | BMO Field de Toronto, Ontario                       | 33 421     |
| 103e finale | 29 novembre 2015 | Eskimos d'Edmonton               | 26-20        | Rouge et Noir d'Ottawa           | Investors Group Field de Winnipeg, Manitoba         | 36 634     |
| 102e finale | 30 novembre 2014 | Stampeders de Calgary            | 20-16        | Tiger-Cats de Hamilton           | BC Place de Vancouver, Colombie-Britannique         | 52 056     |
| 101e finale | 24 novembre 2013 | Roughriders de la Saskatchewan   | 45-23        | Tiger-Cats de Hamilton           | Stade Mosaic de Regina, Saskatchewan                | 44 710     |
| 100e finale | 25 novembre 2012 | Argonauts de Toronto             | 35-22        | Stampeders de Calgary            | Centre Rogers de Toronto, Ontario                   | 53 208     |
| 99e finale  | 27 novembre 2011 | Lions de la Colombie-Britannique | 34-23        | Blue Bombers de Winnipeg         | BC Place de Vancouver, Colombie-Britannique         | 54 313     |
| 98e finale  | 28 novembre 2010 | Alouettes de Montréal            | 21-18        | Roughriders de la Saskatchewan   | Stade du Commonwealth d'Edmonton, Alberta           | 63 317     |
| 97e finale  | 29 novembre 2009 | Alouettes de Montréal            | 28-27        | Roughriders de la Saskatchewan   | Stade McMahon de Calgary, Alberta                   | 46 020     |
| 96e finale  | 23 novembre 2008 | Stampeders de Calgary            | 22-14        | Alouettes de Montréal            | Stade olympique de Montréal, Québec                 | 66 308     |
| 95e finale  | 25 novembre 2007 | Roughriders de la Saskatchewan   | 23-19        | Blue Bombers de Winnipeg         | Centre Rogers de Toronto, Ontario                   | 52 230     |
| 94e finale  | 19 novembre 2006 | Lions de la Colombie-Britannique | 25-14        | Alouettes de Montréal            | Stade Canad Inns de Winnipeg, Manitoba              | 44 786     |
| 93e finale  | 27 novembre 2005 | Eskimos d'Edmonton               | 38-35 (prol) | Alouettes de Montréal            | BC Place de Vancouver, Colombie-Britannique         | 59 157     |
| 92e finale  | 21 novembre 2004 | Argonauts de Toronto             | 27-19        | Lions de la Colombie-Britannique | Stade Frank-Clair d'Ottawa, Ontario                 | 51 242     |
| 91e finale  | 16 novembre 2003 | Eskimos d'Edmonton               | 34-22        | Alouettes de Montréal            | Taylor Field de Regina, Saskatchewan                | 50 909     |
| 90e finale  | 24 novembre 2002 | Alouettes de Montréal            | 25-16        | Eskimos d'Edmonton               | Stade du Commonwealth d'Edmonton                    | 62 531     |
| 89e finale  | 25 novembre 2001 | Stampeders de Calgary            | 27-19        | Blue Bombers de Winnipeg         | Stade olympique de Montréal, Québec                 | 65 255     |
| 88e finale  | 26 novembre 2000 | Lions de la Colombie-Britannique | 28-26        | Alouettes de Montréal            | Stade McMahon de Calgary, Alberta                   | 43 822     |
| 87e finale  | 28 novembre 1999 | Tiger-Cats de Hamilton           | 32-21        | Stampeders de Calgary            | BC Place de Vancouver, Colombie-Britannique         | 45 118     |
| 86e finale  | 22 novembre 1998 | Stampeders de Calgary            | 26-24        | Tiger-Cats de Hamilton           | Winnipeg Stadium de Winnipeg, Manitoba              | 34 157     |
| 85e finale  | 16 novembre 1997 | Argonauts de Toronto             | 47-23        | Roughriders de la Saskatchewan   | Stade du Commonwealth d'Edmonton, Alberta           | 60 431     |
| 84e finale  | 24 novembre 1996 | Argonauts de Toronto             | 43-37        | Eskimos d'Edmonton               | Stade Ivor-Wynne d'Hamilton, Ontario                | 38 595     |
| 83e finale  | 19 novembre 1995 | Stallions de Baltimore           | 37-20        | Stampeders de Calgary            | Taylor Field de Regina, Saskatchewan                | 52 564     |
| 82e finale  | 27 novembre 1994 | Lions de la Colombie-Britannique | 26-23        | Stallions de Baltimore           | BC Place de Vancouver, Colombie-Britannique         | 55 097     |
| 81e finale  | 28 novembre 1993 | Eskimos d'Edmonton               | 33-23        | Blue Bombers de Winnipeg         | Stade McMahon de Calgary, Alberta                   | 50 035     |
| 80e finale  | 29 novembre 1992 | Stampeders de Calgary            | 24-10        | Blue Bombers de Winnipeg         | Skydome de Toronto, Ontario                         | 45 863     |
| 79e finale  | 24 novembre 1991 | Argonauts de Toronto             | 36-21        | Stampeders de Calgary            | Winnipeg Stadium de Winnipeg, Manitoba              | 51 985     |
| 78e finale  | 25 novembre 1990 | Blue Bombers de Winnipeg         | 50-11        | Eskimos d'Edmonton               | BC Place de Vancouver, Colombie-Britannique         | 46 968     |
| 77e finale  | 26 novembre 1989 | Roughriders de la Saskatchewan   | 43-40        | Tiger-Cats de Hamilton           | Skydome de Toronto, Ontario                         | 54 088     |
| 76e finale  | 27 novembre 1988 | Blue Bombers de Winnipeg         | 22-21        | Lions de la Colombie-Britannique | Stade Frank-Clair d'Ottawa, Ontario                 | 50 604     |
| 75e finale  | 29 novembre 1987 | Eskimos d'Edmonton               | 38-36        | Argonauts de Toronto             | BC Place de Vancouver, Colombie-Britannique         | 59 478     |
| 74e finale  | 30 novembre 1986 | Tiger-Cats de Hamilton           | 39-15        | Eskimos d'Edmonton               | BC Place de Vancouver, Colombie-Britannique         | 59 621     |
| 73e finale  | 24 novembre 1985 | Lions de la Colombie-Britannique | 37-24        | Tiger-Cats de Hamilton           | Stade olympique de Montréal, Québec                 | 56 723     |
| 72e finale  | 18 novembre 1984 | Blue Bombers de Winnipeg         | 47-17        | Tiger-Cats de Hamilton           | Stade du Commonwealth d'Edmonton, Alberta           | 60 081     |
| 71e finale  | 27 novembre 1983 | Argonauts de Toronto             | 18-17        | Lions de la Colombie-Britannique | BC Place de Vancouver, Colombie-Britannique         | 59 345     |
| 70e finale  | 28 novembre 1982 | Eskimos d'Edmonton               | 32-16        | Argonauts de Toronto             | Stade de l'Exposition nationale de Toronto, Ontario | 54 741     |
| 69e finale  | 22 novembre 1981 | Eskimos d'Edmonton               | 26-23        | Rough Riders d'Ottawa            | Stade olympique de Montréal, Québec                 | 52 478     |
| 68e finale  | 23 novembre 1980 | Eskimos d'Edmonton               | 48-10        | Tiger-Cats de Hamilton           | Stade de l'Exposition nationale de Toronto, Ontario | 54 661     |
| 67e finale  | 25 novembre 1979 | Eskimos d'Edmonton               | 17-9         | Alouettes de Montréal            | Stade olympique de Montréal, Québec                 | 65 113     |
| 66e finale  | 26 novembre 1978 | Eskimos d'Edmonton               | 20-13        | Alouettes de Montréal            | Stade de l'Exposition nationale de Toronto, Ontario | 54 695     |
| 65e finale  | 27 novembre 1977 | Alouettes de Montréal            | 41-6         | Eskimos d'Edmonton               | Stade olympique de Montréal, Québec                 | 68 205     |

### 1909-1976
- 1976, 64e finale - Rough Riders d’Ottawa 23, Roughriders de la Saskatchewan 20
- 1975, 63e finale - Eskimos d’Edmonton 9, Alouettes de Montréal 8
- 1974, 62e finale - Alouettes de Montréal 20, Eskimos d’Edmonton 7
- 1973, 61e finale - Rough Riders d’Ottawa 22, Eskimos d’Edmonton 18
- 1972, 60e finale - Tiger-Cats de Hamilton 13, Roughriders de la Saskatchewan 10
- 1971, 59e finale - Stampeders de Calgary 14, Argonauts de Toronto 11
- 1970, 58e finale - Alouettes de Montréal 23, Stampeders de Calgary 10
- 1969, 57e finale - Rough Riders d’Ottawa 29, Roughriders de la Saskatchewan 11
- 1968, 56e finale - Rough Riders d’Ottawa 24, Stampeders de Calgary 21
- 1967, 55e finale - Tiger-Cats de Hamilton 24, Roughriders de la Saskatchewan 1
- 1966, 54e finale - Roughriders de la Saskatchewan 29, Rough Riders d’Ottawa 14
- 1965, 53e finale - Tiger-Cats de Hamilton 22, Blue Bombers de Winnipeg 16
- 1964, 52e finale - Lions de la C.-B. 34, Tiger-Cats de Hamilton 24
- 1963, 51e finale - Tiger-Cats de Hamilton 21, Lions de la C.-B. 10
- 1962, 50e finale - Blue Bombers de Winnipeg 28, Tiger-Cats de Hamilton 27
- 1961, 49e finale - Blue Bombers de Winnipeg 21, Tiger-Cats de Hamilton 14 (prol)
- 1960, 48e finale - Rough Riders d’Ottawa 16, Eskimos d’Edmonton 6
- 1959, 47e finale - Blue Bombers de Winnipeg 21, Tiger-Cats de Hamilton 7
- 1958, 46e finale - Blue Bombers de Winnipeg 35, Tiger-Cats de Hamilton 28
- 1957, 45e finale - Tiger-Cats de Hamilton 32, Blue Bombers de Winnipeg 7
- 1956, 44e finale - Eskimos d’Edmonton 50, Alouettes de Montréal 27
- 1955, 43e finale - Eskimos d’Edmonton 34, Alouettes de Montréal 19
- 1954, 42e finale - Eskimos d’Edmonton 26, Alouettes de Montréal 25
- 1953, 41e finale - Tiger-Cats de Hamilton 12, Blue Bombers de Winnipeg 6
- 1952, 40e finale - Argonauts de Toronto 21, Eskimos d’Edmonton 11
- 1951, 39e finale - Rough Riders d’Ottawa 21, Roughriders de la Saskatchewan 14
- 1950, 38e finale - Argonauts de Toronto 13, Blue Bombers de Winnipeg 0
- 1949, 37e finale - Alouettes de Montréal 28, Stampeders de Calgary 15
- 1948, 36e finale - Stampeders de Calgary 12, Rough Riders d’Ottawa 7
- 1947, 35e finale - Argonauts de Toronto 10, Blue Bombers de Winnipeg 9
- 1946, 34e finale - Argonauts de Toronto 28, Blue Bombers de Winnipeg 6
- 1945, 33e finale - Argonauts de Toronto 35, Blue Bombers de Winnipeg 0
- 1944, 32e finale - Navy de St-Hyacinthe-Donnacona 7, Wildcats de Hamilton 6
- 1943, 31e finale - Flying Wildcats de Hamilton 23, R.C.A.F. Bombers de Winnipeg 14
- 1942, 30e finale - R.C.A.F. Hurricanes de Toronto 8, R.C.A.F. Bombers de Winnipeg 5
- 1941, 29e finale - Blue Bombers de Winnipeg 18, Rough Riders d’Ottawa 16
- 1940, 28e finale - Rough Riders d’Ottawa 12, Balmy Beach de Toronto 5
- 1940, 27e finale - Rough Riders d’Ottawa 8, Balmy Beach de Toronto 2
- 1939, 26e finale - Blue Bombers de Winnipeg 8, Rough Riders d’Ottawa 7
- 1938, 25e finale - Argonauts de Toronto 30, Blue Bombers de Winnipeg 7
- 1937, 24e finale - Argonauts de Toronto 4, Blue Bombers de Winnipeg 3
- 1936, 23e finale - Imperials de Sarnia 26, Rough Riders d’Ottawa 20
- 1935, 22e finale - Blue Bombers de Winnipeg 18, Tigers de Hamilton 12
- 1934, 21e finale - Imperials de Sarnia 20, Roughriders de Regina 12
- 1933, 20e finale - Argonauts de Toronto 4, Imperials de Sarnia 3
- 1932, 19e finale - Tigers de Hamilton 25, Roughriders de Regina 6
- 1931, 18e finale - Winged Wheelers de Montréal 22, Roughriders de Regina 0
- 1930 - Balmy Beach de Toronto 11, Roughriders de Regina 6
- 1929 - Tigers de Hamilton 14, Roughriders de Regina 3
- 1928 - Tigers de Hamilton 30, Roughriders de Regina 0
- 1927 - Balmy Beach de Toronto 9, Tigers de Hamilton 6
- 1926 - Senators d’Ottawa 10, Université de Toronto 7
- 1925 - Senators d’Ottawa 24, Tammany Tigers de Winnipeg 1
- 1924 - Université Queen’s 11, Balmy Beach de Toronto 3
- 1923 - Université Queen’s 54, Roughriders de Regina 0
- 1922 - Université Queen’s 13, Elks d’Edmonton 1
- 1921 - Argonauts de Toronto 23, Eskimos d’Edmonton 0
- 1920 - Université de Toronto 16, Argonauts de Toronto 3
- 1915 - Tigers de Hamilton 13, Toronto Rowing 7
- 1914 - Argonauts de Toronto 14, Université de Toronto 2
- 1913 - Tigers de Hamilton 44, Parkdale de Toronto 2
- 1912 - Alerts de Hamilton 11, Argonauts de Toronto 4
- 1911 - Université de Toronto 14, Argonauts de Toronto 7
- 1910 - Université de Toronto 16, Tigers de Hamilton 7
- 1909 - Université de Toronto 26, Parkdale de Toronto 6

## Historique de victoires et de défaites
Bien que le site officiel des Tiger-Cats de Hamilton précise que les Tiger-Cats, les Hamilton Alerts, les Tigers de Hamilton et les Wildcats de Hamilton sont la même équipe, celles-ci sont listées séparément puisqu’elles étaient des franchises distinctes au moment des compétitions. Les Tigers et les Wildcats fusionnent en 1950 pour former les Tiger-Cats.

### Équipe actives
| Participation | Équipe                                     | Victoire | Défaite | Ratio victoire |
| ------------- | ------------------------------------------ | -------- | ------- | -------------- |
| 23            | Eskimos / Elks d'Edmonton                  | 14       | 9       | .591           |
| 29            | Pegs / Blue Bombers de Winnipeg            | 12       | 17      | .414           |
| 25            | Argonauts de Toronto                       | 19       | 6       | .760           |
| 21            | Tiger-Cats de Hamilton                     | 8        | 13      | .380           |
| 19            | Alouettes de Montréal                      | 8        | 11      | .389           |
| 19            | Roughriders de Regina / de la Saskatchewan | 4        | 15      | .211           |
| 17            | Stampeders de Calgary                      | 8        | 9       | .470           |
| 10            | Lions de la Colombie-Britannique           | 6        | 4       | .600           |
| 3             | Rouge et Noir d'Ottawa                     | 1        | 2       | .333           |

### Équipes défuntes ou amateur
| Participation | Équipe                                   | Victoire | Défaite | Ratio victoire |
| ------------- | ---------------------------------------- | -------- | ------- | -------------- |
| 15            | Rough Riders d'Ottawa                    | 9        | 6       | .600           |
| 8             | Tigers de Hamilton                       | 5        | 3       | .625           |
| 6             | Varsity Blues de l'Université de Toronto | 4        | 2       | .666           |
| 4             | Balmy Beach de Toronto                   | 2        | 2       | .500           |
| 3             | Université Queen's                       | 3        | 0       | 1.000          |
| 3             | Sarnia Imperials                         | 2        | 1       | .667           |
| 2             | Stallions de Baltimore                   | 1        | 1       | .500           |
| 2             | Flying Wildcats de Hamilton              | 1        | 1       | .500           |
| 2             | Edmonton Elks / Edmonton Eskimos         | 0        | 2       | .000           |
| 2             | Parkdale Canoe Club de Toronto           | 0        | 2       | .000           |
| 2             | Winnipeg RCAF Bombers                    | 0        | 2       | .000           |
| 1             | Alerts de Hamilton                       | 1        | 0       | 1.000          |
| 1             | Montreal AAA                             | 1        | 0       | 1.000          |
| 1             | Montreal HMCS Donnacona                  | 1        | 0       | 1.000          |
| 1             | Toronto RCAF Hurricanes                  | 1        | 0       | 1.000          |
| 1             | Toronto Rowing Association               | 0        | 1       | .000           |
| 1             | Tammany Tigers de Winnipeg               | 0        | 1       | .000           |

## Records
Plus de points inscrits combinés : 83
- 77e coupe Grey Saskatchewan 43 – Hamilton 40

Moins de points inscrits combinés : 7
- 21e coupe Grey Toronto 4 – Sarnia 3
- 25e coupe Grey Toronto 4 – Winnipeg 3

Plus de points inscrits par une équipe gagnante : 54
- 11e coupe Grey Queen's University

Moins de points inscrits par une équipe gagnante : 4
- 21e et 25e coupe Grey Toronto

Plus de points inscrits par une équipe perdante : 40
- 77e coupe Grey Hamilton

Moins de points inscrits par une équipe perdante : 0
- 9e coupe Grey Edmonton,
- 11e, 16e et 19e coupe Grey Regina,
- 33e et 38e coupe Grey Winnipeg

Plus grand écart de points : 54
- 11e coupe Grey Queen's University 54 – Regina Rugby Club 0